# Susan Brownmiller
Susan Brownmiller (geboren 15. Februar 1935 als Susan Warhaftig in Brooklyn, New York City; † 24. Mai 2025 in New York) war eine amerikanische Journalistin, Schriftstellerin, Bürgerrechts- und radikalfeministische Aktivistin. Ihr Buch Against Our Will: Men, Women, and Rape (1975, auf Deutsch Gegen unseren Willen, 1978) ist ein Klassiker des Feminismus. Es gilt als bahnbrechend, weil darin erstmals Vergewaltigung als soziales Problem und als Gewalt gegen Frauen definiert wurde. Die New York Public Library wählte es 1995 unter die hundert einflussreichsten Bücher des zwanzigsten Jahrhunderts.

## Leben
Susan Brownmiller wuchs in einer jüdischen Familie in Brooklyn auf. Sie war das einzige Kind von Mae und Samuel Warhaftig, die aus Polen nach New York gekommen waren. Als Mädchen besuchte sie an zwei Nachmittagen in der Woche das East Midwood Jewish Center, eine 1924 gegründete konservative Synagoge, wo sie in Hebräisch und der Geschichte des Judentums unterrichtet wurde. Das „jüdische Brooklyn“ sei nach der Erfahrung des Zweiten Weltkriegs und des Holocaust von einer Leidenschaft für den Zionismus geprägt gewesen, schrieb sie in ihrem Beitrag für die Online-Ausstellung Jewish Women and the Feminist Revolution des Jewish Women’s Archive. Als 1948 der unabhängige Staat Israel gegründet wurde, begeisterte sie sich für den Aufbau des neuen Landes. Ihre Eltern seien über ihre plötzliche Intensität alarmiert gewesen; ihre Tanten hätten sie scherzhaft „Rebbetzin“ (Ehefrau eines Rabbis) genannt. In ihrem Buch Against our Will bezeichnete sie sich als Jüdin aus Brooklyn.

„Yet the heritage is still with me, and I can argue that my chosen path – to fight against physical harm, specifically the terror of violence against women – had its origins in what I had learned in Hebrew School about the pogroms and the Holocaust.“

„Das Erbe ist immer noch in mir, und ich kann behaupten, dass der Weg, den ich gewählt habe – gegen physisches Leid zu kämpfen, insbesondere den Terror der Gewalt gegen Frauen – seinen Ursprung in dem hat, was ich in der hebräischen Schule über die Pogrome und den Holocaust gelernt habe.“

Brownmiller starb am 24. Mai 2025 im Alter von 90 Jahren in einem Krankenhaus in New York.

## Wirken
Von 1952 bis 1954 studierte sie an der Cornell University, die sie ohne Abschluss verließ, um in New York City Schauspielunterricht zu nehmen. Während dieser Zeit legte sie sich den Künstlernamen Brownmiller zu, der ab 1961 ihr legaler Nachname wurde. Ihr Interesse am Journalismus begann, als sie 1959 Assistentin der Chefredaktion der Publikumszeitschrift Coronet in Chicago war. 1961 bis 1962 arbeitete sie als Redakteurin beim Albany Report, anschließend bis 1964 als Journalistin für Innenpolitik bei Newsweek. Ihre journalistische Karriere setzte sie als Reporterin für den Fernsehsender NBC in Philadelphia fort, als Redakteurin bei Village Voice und Nachrichtenschreiberin für ABC-TV in New York. Ab 1968 arbeitete sie als freie Autorin und Schriftstellerin. Ihre Artikel und Essays erschienen unter anderem in The New York Times, The Nation und Vogue.
In den 1960er Jahren wurde sie in der Bürgerrechtsbewegung aktiv; beeinflusst vom Southern sit-in movement schloss sie sich 1960 der Organisation Congress of Racial Equality (CORE) an. 1964 war sie eine der tausend Freiwilligen der „Freedom Summer“-Kampagne in Mississippi. (siehe: Civil Rights Act von 1957; nachfolgende Bürgerrechtsgesetze) Als Schriftstellerin debütierte sie mit einer Biografie über die erste afroamerikanische Kongressabgeordnete Shirley Chisholm.
1968, Susan Brownmiller war 33 Jahre alt und arbeitete in New York für ABC-TV, besuchte sie ein Treffen der New York Radical Women, eine Gruppe, die Robin Morgan und Shulamith Firestone 1967 gegründet hatten. Sie nahm an einer consciousness-raising-Sitzung teil, die als öffentliches speak-out organisiert war: Frauen sprachen erstmals ihre eigenen Erfahrungen mit Abtreibung, Vergewaltigung, Missbrauch, Ehe, Mutterschaft aus, um ihre „kollektiven Wahrheiten“ aufzudecken. In diesen Selbsterfahrungsgruppen entstand das Bewusstsein, dass Vergewaltigung und sexueller Missbrauch nicht selten und außergewöhnlich sind, sondern tatsächlich verbreitete Erfahrungen im Leben von Mädchen und Frauen. In ihrem persönlichen Erinnerungsbuch Our Time. Memoir of a Revolution, das zugleich eine Geschichte des Radikalfeminismus ist, beschreibt Susan Brownmiller diese Sitzungen als ihre „feministische Taufe“.
Nachdem sie 1971 mit den New York Radical Women einen Kongress über Vergewaltigung organisiert hatte, begann sie mit der Arbeit an ihrer historischen Studie über das Thema, für die sie Stipendien von der Alicia Patterson Foundation und der Louis M. Rabinowitz Foundation erhielt. Against Our Will rief Anerkennung und Kritik hervor. Die Washington Post widmete dem Buch vier ausführliche Artikel in ihrer Ausgabe vom 2. November 1975. Brownmillers Analyse, nach der Vergewaltigung nicht Sexualität ist, sondern Gewalt und ein Instrument zur sozialen Kontrolle über Frauen, und ihre Behauptung, dass alle Männer von Vergewaltigung profitieren, weil die allgegenwärtige Bedrohung Frauen in der Unterordnung halte, erwies sich als revolutionär. Ihre Studie brachte Vergewaltigung in das öffentliche amerikanische Bewusstsein und beeinflusste die internationalen juristischen Definitionen von Vergewaltigung. Brownmiller hatte in ihrer Studie auch angemerkt, dass Historiker zwar die Wirkung von Krieg auf Frauen untersucht, doch Vergewaltigung nicht eingeschlossen hätten. Auf dieses Thema kam sie in einem Essay über den Bosnienkrieg mit dem Titel Making Female Bodies the Battlefield zurück, der erstmals 1993 in Newsweek und 1994 in dem von Alexandra Stiglmayer herausgegebenen Buch Mass Rape. The War against Women in Bosnia-Herzegovina veröffentlicht wurde.
1978 war Susan Brownmiller eine der Mitgründerinnen von Women Against Pornography. Sie schrieb noch vier weitere Bücher, darunter den Tatsachenroman Waverly Place über einen aufsehenerregenden Fall von sexuellem Missbrauch, der sich in ihrer Nachbarschaft in Greenwich Village ereignet hatte. Seit Ende der 1990er Jahre lehrte sie Frauen- und Geschlechterforschung an der privaten Pace University in New York City.

## Veröffentlichungen
- Shirley Chisholm. A Biography. (Jugendbuch), Doubleday, New York 1970.
- Against our Will. Men, Women and Rape. Simon and Schuster, New York 1975, ISBN 0-671-22062-4.
  - Gegen unseren Willen. Vergewaltigung und Männerherrschaft. (Übersetzt von Ivonne Carroux), Fischer Taschenbuch, Frankfurt am Main 1978, ISBN 3-596-23712-2.
- Femininity. Linden Press / Simon & Schuster, New York 1984.
  - Weiblichkeit. (Übersetzt von Manfred Ohl und Hans Sartorius), Fischer, Frankfurt am Main 1984, ISBN 3-10-008202-8.
- Seeing Vietnam. Encounters of the road and heart. Harper Collins Publishers, New York 1994.
- In Our Time: Memoir of a Revolution. The Dial Press, New York 1999, ISBN 0-385-31486-8.

Belletristik
- Waverly Place. Grove Press, New York 1989.
  - Es geschah bei den Nachbarn. Tatsachenroman (Übersetzt von Christoph Plate), Heyne, München 1990, ISBN 3-453-05691-4.